# Comisariatul Guvernamental pentru Ungaria de Răsărit
Comisariatul Guvernamental pentru Ungaria de Răsărit (maghiară A Kelet-magyarországi Kormánybiztosság) a fost o instituție secundară a administrației civile din timpul Republicii Democrate Ungare, cu sediul la Cluj. A fost subordonată direct administrației centrale ungare din Budapesta, dar a avut și unele atribuții autonome, precum și un rol de autoritate politică. Înființat în urma ședinței guvernului ungar din 6 decembrie 1918, și-a încetat activitatea la 23 ianuarie 1919, în momentul în care întreaga sa arhivă precum și birourile sale au fost sechestrate de către Armata României.
Scopul existenței sale a fost acela de a coordona administrarea civilă a celor 26 de comitate revendicate de către Regatul României și deja proclamate ca fiind unite cu acesta. Rolul său a fost acela de a contracara funcționarea Consiliului Dirigent, dorindu-se a fi organul executiv al Comitetului Ardelenesc al Consiliului Național Maghiar. A avut mai degrabă funcția unui minister decît cea a unui guvern al Transilvaniei.
Din momentul în care a fost proclamată la Alba Iulia unirea Transilvaniei cu România, schimbarea autorității statale s-a produs sub forma unui proces istoric treptat și nu automat, în Cluj. Astfel, autoritatea instituțiilor Republicii Ungare și a organismelor politice de pe plan local care depindeau de sistemul politic din Ungaria s-a diminuat treptat, în timp ce poziția Senatului Național Român și autoritatea Consiliului Dirigent s-au întărit treptat. Preluarea imperiumului s-a făcut astfel într-un mod diplomatic, pentru a preveni unele reacții violente venite din partea susținătorilor statalității ungare.

## Premise
În ultimul deceniu de existență, monarhia austro-ungară a apelat la un centralism excesiv care a generat în Transilvania o reacție autonomistă, la nivelul unei părți a intelectualității maghiare ardelene, care alături de mica nobilime maghiară locală ajunsese să se simtă frustrată și depreciată la rangul unei elite de provincie. Fenomenul respectiv – care s-a accentuat după izbucnirea Primului Război Mondial pe fondul sentimentului de abandon de către autoritățile centrale ungare – nu s-a manifestat prin tendințe secesioniste, ci prin acțiuni menite să determine acordarea unei atenții mai mari de către autoritățile de la Budapesta, vieții economice și culturale transilvănene. A apărut astfel o atitudine de frondă față de  centralismul de stat, manifestată prin resuscitarea patriotismului local sub forma transilvanismului, dar fără a exprima tendințe secesioniste.
Spre sfârșitul Primei Mari Conflagrații, a prins astfel contur pe hârtie ca urmare a inițiativei unor intelectuali maghiari ardeleni care s-au exprimat public, conceptul mai vechi privind crearea la Cluj a unui centru secund de putere. Deși cu unele atribuții autonome, acesta urma să fie subordonat direct Budapestei.
Deputatul comitatens din Gheorgheni – Artúr Vákár – a fost unul dintre promotorii acestei idei. Pentru a sensibiliza opinia publică în ceea ce privește nemulțumirile maghiarilor ardeleni, acesta a publicat articole pe această temă în ziarele centrale precum și în ziarul local clujean „Kolozsvári Hírlap”. În iunie 1917, pentru a primi  sprijin în ce privește înființarea a unui minister al Transilvaniei, acesta a luat legătura cu István Apáthy, care  reprezenta o autoritate morală remarcabilă și avea influență asupra a diferite organizații culturale și sociale. În acel moment membru al consiliului municipal clujean din partea unui partid aflat în opoziție, Apáthy urma să facă inițiativa deputatului cunoscută consiliului din care făcea parte, în timp ce Vákár urma să facă același lucru în congregația comitatului Ciuc. De la nivel local, propunerea respectivă a ajuns în parlamentul de la Budapesta și la guvern, dar fără a se putea concretiza în mod pratic.

## Context
În circumstanțele politico-militare din 1918 și din cu totul alte considerente, inițiativa unei autorități politice autonome maghiare în Transilvania – promovată în urmă cu peste un an de către Vákár și Apáthy – a fost reactualizată.
Odată cu înaintarea trupelor române în Transilvania și cu ocuparea celui de al doilea aliniament al liniei de demarcație militară dintre trupele maghiare și românești, a apărut perspectiva ca pe întregul teritoriu transilvănean să fie instalate trupe din Regatul României. În acest context, Consiliul Național Maghiar invocându-și rolul de protector al „maghiarilor, secuilor și sașilor față de ocuparea Transilvaniei”, a urgentat crearea unui organ central care să se ocupe de interesele respectivelor naționalități.
Apáthy nu ar fi avut cum să facă față dezorganizării maghiarilor transilvăneni fără o autoritate efectivă, după Proclamația de la Alba Iulia și în contextul înaintării trupelor române, astfel că a plecat la 2 decembrie 1918 la Budapesta pentru a se sfătui cu membrii guvernului ungar.

Încercările de consolidarea a puterii politice ungare în Transilvania s-au asociat cu un complex de măsuri, dintre care înființarea unui organism distinct în provincie nu a fost decât o parte. Astfel, în aceleași coordonate s-au înscris înființarea Diviziei Secuiești, apelurile făcute de guvernul ungar sașilor de a se opune intrării trupelor române în Transilvania și tentativa de a intra în tratative cu Armata Mackensen pentru același scop, precum și dispoziția ca în cazul unirii Transilvaniei cu România, funcționarii maghiari de aici să nu depună jurământul de fidelitate față de noul stat.

## Înființare
| Imagine indisponibilă       |  | Imagine indisponibilă                  |
| Deputatul secui Gábor Ugron |  | Ministrul de interne Tivadar Batthyány |

A fost rolul deputatului parlamentar originar din secuime Gábor Ugron să-i propună la 4 decembrie ministrului de interne Batthyányi, înființarea la Cluj a unui „Comisariat Guvernamental pentru Ungaria de Răsărit” pentru cele 26 de comitate revendicate de către statul român, care comitate erau deja proclamate ca fiind unite cu Regatul României. Tot acesta l-a propus și pe Apáthy în fruntea respectivei instituții, iar viitorul comisar a acceptat, condiționând însă acest lucru de păstrarea catedrei sale la Universitate. Apáthy a refuzat însă să primească vreo indemnizație bănească, pentru serviciul pe care urma să-l presteze ocupând postul respectiv.

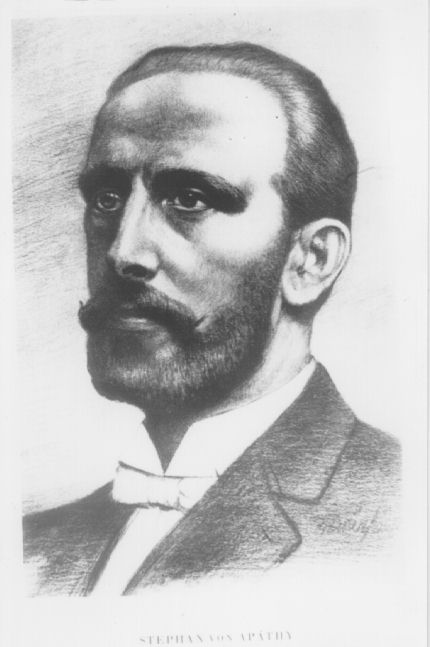
Comisarul General István Apáthy

La 6 decembrie, în ședința guvernului Károly, ministrul Batthányi l-a propus oficial pe Apáthy în funcția de comisar general guvernamental investit „cu puteri depline în fruntea administrației civile”, ceea ce plenul guvernului a acceptat. Apáthy, pe de o parte urma să aibă dreptul de a trata cu oficialitățile competente chestiunile care țineau de aplicarea Convenției militare de armistițiu de la Belgrad, iar pe de altă parte primea mînă liberă să-și organizeze instituția pe care urma să o conducă, propunînd pentru ocuparea diverselor posturi funcționarii numiți oficial de guvern.
Numit Comisar General, Apáthy s-a întors din capitala ungară la 8 decembrie și a desemnat sarcina întocmirii unui proiect al statutului de funcționare al Comisariatului, celor numiți ca șefi ai departamentelor administrativ, József Papp și respectiv juridic, Albert Deák.

## Structuri și competențe
În structura comisariatului au fost prevăzute 18 departamente (14 după o altă sursă). Ca și competențe, șefii acestora puteau decide în ce privește numărul și identitatea personalului angajat, precum și în cee ce privește probleme care nu aveau o importanță prea mare. Astfel, departamentele trebuiau să rezolve reclamații ale unor persoane fizice sau juridice și să emită dispoziții privitoare la organizarea sau funcționarea aprovizionării cu alimente și combustibil a centrelor de distribuire din Cluj, ori din alte localități.
Exista un Consiliu al șefilor de departamente, care prelua dezbaterea și deciziile legate de problemele majore, fiecare ședință a acestuia trebuind să se finalizeze cu un proces verbal. În caz de urgență, Comisarul General putea aviza rezolvarea acestora. Competența Comisarului General era extinsă la emiterea de ordonanțe, la propunerea numirilor în ce privește funcțiile Comisariatului și a organelor comitatense și la suspendarea șefilor de departamente sau a angajaților, în caz de suspiciune. Comisarul era de asemenea obligat să informeze permanent guvernul, în ceea ce privește propria sa activitate. Ca locțuitor al lui Apáthy a fost numit social-democratul Sándor Vincze.

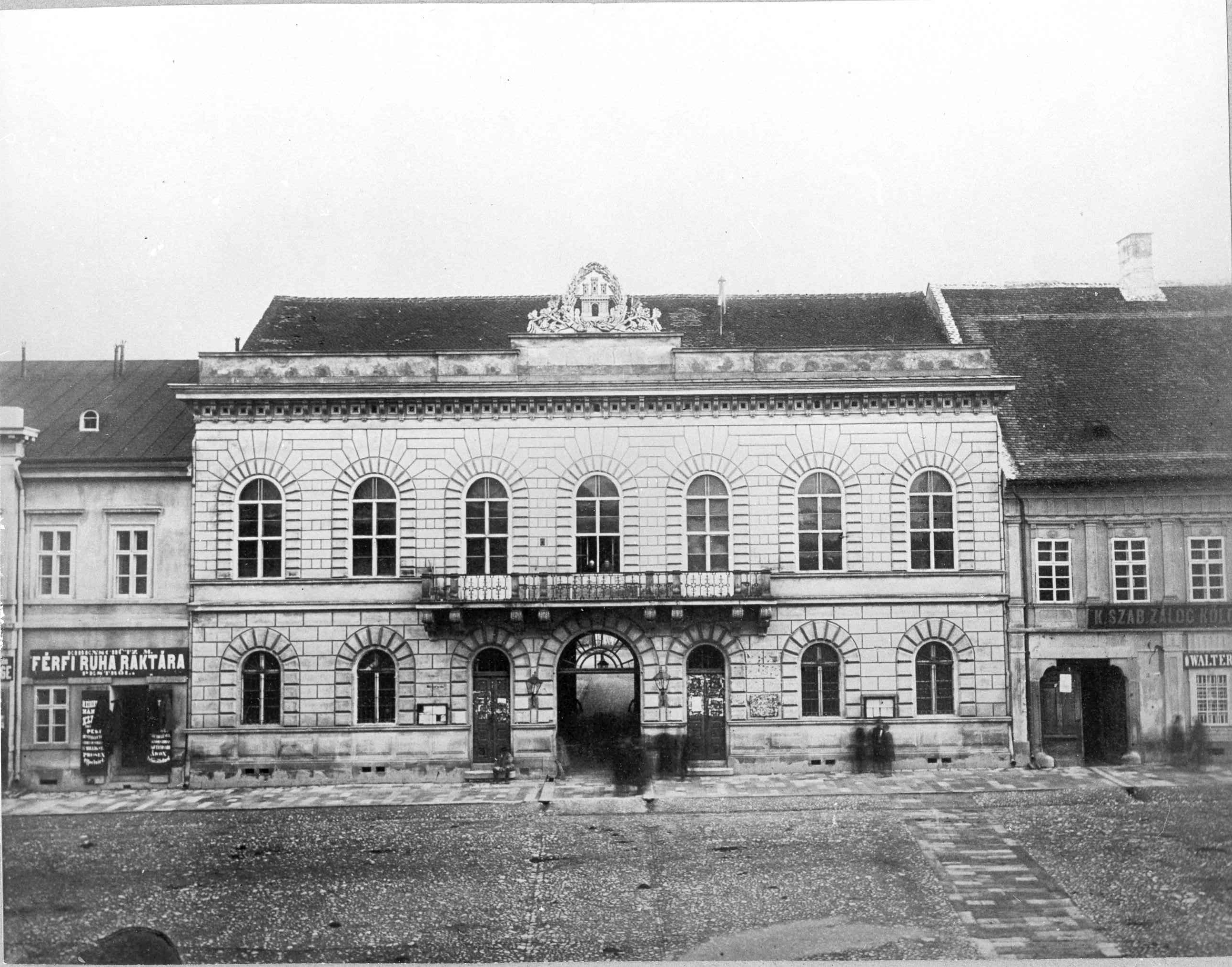
La început, Comisariatul Guvernamental a funcționat în Sala Mare a vechii Primării a oraşului

Comisariatul Guvernamental  a funcționat pentru început în Sala Mare a Primăriei din Cluj, ulterior instalându-se de la mijlocul lunii decembrie 1918, în câteva camere de la etajul I al clădirii căminului studențesc de pe strada Petőfi (actualul cămin „Avram Iancu”). Activitatea sa fost finanțată din bugetul de stat.

## Activitate
Cu persoana lui Apáthy, care era un om cu autoritate precum și o somitate în fața persoanelor oficiale civile sau militare cu care a intrat în contact, s-a identificat însuși istituția pe care a condus-o.

Consiliul Dirigent de la Sibiu se afla în conflict cu Comisariatul Guvernamental de la Cluj, în ceea ce privește care dintre cele două organisme urma să exercite, autoritatea civilă asupra provinciei

Comisariatul a avut rolul de a contracara funcționarea Consiliului Dirigent, dorindu-se a fi organul executiv al Comitetului Ardelenesc al Consiliului Național Maghiar, transformat după fuziunea de la 17 decembrie 1918 cu Consiliul Național Secuiesc, în Consiliul Național Maghiar și Secuiesc. Apáthy și-a păstrat funcția de președinte al Consiliului Național Maghiar din Cluj, iar cei mai mulți dintre funcționarii Comisariatului au continuat să dețină funcții de conducere în respectivul consiliu național. În calitatea sa de Comisar General, Apáthy n-a recunoscut autoritatea Consiliului Dirigent și a refuzat din punct de vedere oficial să aibă legături cu acesta. În același timp însă, nu s-a opus ca un grup de șefi de departamente să contacteze la mijlocul lunii ianuarie 1919 la Sibiu Consiliul Dirigent, pentru a încerca să discute în mod neoficial problema depunerii jurămîntului de credință de către funcționarii publici maghiari.
Reperul în ce privește finanțarea instituției a fost  „producției” de acte rezolvate, ceea ce a făcut ca birocrația să fie o caracteristică a Comisariatului Guvernamental. Acesta a avut mai degrabă funcția unui minister decît cea a unui guvern al Transilvaniei. Deși în intenție ar fi trebuit să i se subordoneze întreaga administrație publică transilvăneană, autoritatea sa a fost însă mai mult simbolică, iar teritoriul asupra căruia a avut în realitate putere a fost mic. Cu toate că a luat în calcul organizarea unei rezistențe armate față de intrarea trupelor române regulate în Cluj, Comisariatul Guvernamental a adoptat, silit fiind de forța împrejurărilor, o atitudine de resemnare și s-a limitat să-și asume rolul de protector al populației maghiare, precum și să coexiste pașnică alături de armata română din oraș. În scurt timp instituția cu tot cu funcționari a ajuns însă să reprezinte în fapt o formă fără fond, deoarece prin forța împrejurărilor numărul de persoane pe care a putut să le mai reprezinte s-a redus la câteva.
Instituția aflată în cauză și-a continuat activitatea timp de aproape o lună, succesiv intrării trupelor române în Cluj.

## Desființare

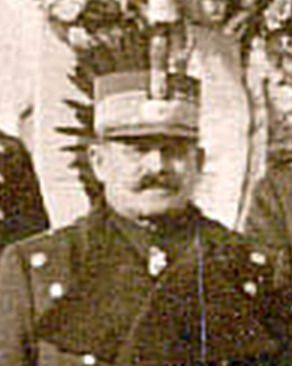
Generalul Constantin Neculcea: interfața prin care Consiliului Dirigent și Comandamentului Trupelor din Transilvania au adoptat măsuri de lichidare a Comisariatului.

Este posibil ca – cel puțin până la sfârșitul lunii decembrie 1918 când generalul Berthelot a venit la Cluj, din motive tactice care țineau inclusiv de menajarea sensibilităților populației maghiare – recunoașterea legitimității comisariatului și a lui Apáthy să fi fost în mod aparent susținută. Lichidarea instituțiilor statului ungar s-a făcut astfel în mod prudent, începând la o săptămână după ce la 31 decembrie 1918, generalul Berthelot și comandantul militar român al Clujului – generalul Constantin Neculcea – îl asiguraseră pe Comisarul General că activitatea sa nu va fi obstrucționată.

### Măsuri preliminare
Astfel la solicitarea Consiliului Dirigent, care îi contesta lui Apáthy numirea ca și Comisar General, dat fiind că la momentul numirii sale guvernul Republicii Ungare publicase în Monitorul Oficial numai numirea lui, fără a-i specifica și atribuțiile, generalul Neculcea i-a comunicat lui Apáthy că va suspenda contactele cu acesta și cu Comisariatul, drept efect al ordinului generalului Traian Moșoiu. Motivația invocată a fost necesitatea ca Apáthy să dovedească în temeiul cărui drept și ca exponent al cărei autorități își exercita calitatea de Comisar General. Deși ca urmare a demersurilor făcute de Apáthy, prim ministrul ungar a reconfirmat atât numirea acestuia cât și atribuțiile cu care fusese investit, prin telegrame trimise comandanților Armatei de la Dunăre, Misiunii Aliate de la Budapesta și Comandamentului Trupelor din Transilvania, generalul Neculcea a susținut că nu a primit din partea generalului Moșoiu vreun alt ordin și și-a menținut poziția.
În această perioadă de început a noului an 1919, comandamentul militar român din Cluj s-a îngrijit și să creeze un cadru preventiv, menit să descurajeze acțiunile împotriva statului român și să exprime aparteneța Clujului la România Mare. În acest sens, a prevăzut diverse sancțiuni îndreptate împotriva celor care „ridică cuvântul sau acționează împotriva Regatului unit al României“. S-au luat de asemenea masuri de supraveghere a mai multor persoane oficiale maghiare, dintre care o mare parte au fost suspectate, fără însă a exista un temei solid, de activități subversive și de propagandă bolșevică. Un ordin emis de generalul Neculcea a prevăzut de asemenea, tragerea la răspundere a oficialităților maghiare ale Clujului pentru acțiunile trupelor regulate ungare care se aflau dincolo de noua linie de demarcație stabilită prin Baia Mare, Ciucea și Zam și care vizau pe locuitorii sau pe militarii români.

### Deznodământ
La 9 ianuarie 1919, dimineața, o comisie militară românească a sechestrat clădirea Comisariatului Guvernamental pentru a percheziționa birourile acestuia, sub motivul stabilirii existenței unor manifeste sau a altor materiale de propagandă antiromânească sau de instigare la nesupunere civică, în clădire sau în locuința personală a Comisarului General. Nu au fost găsite astfel de materiale.
Câteva zile mai târziu însă, după Incidentul armat de la Țigani (Crișeni) din 14 ianuarie 1919 și ca urmare a invocării ordinului dat de el cu cîteva zile înainte, generalul Constantin Neculcea a hotărât să oblige 21 de oficiali ai orașului Cluj la plata unei despăgubiri de 900.000 coroane. Mai mult, în timp ce o delegație a Comisariatului Guvernamental se afla deplasată la Sibiu plecată fiind din 14 ianuarie 1919 pentru găsirea unui numitor comun cu Consiliul Dirigent, în ce privește depunerea jurământului de credință de către funcționarii de stat ungari, la 17 ianuarie Apáthy a fost arestat de către o comisie militară. Aceasta s-a făcut în baza ordinului 990 al comandamentului militar, referitor la arestarea unor înalte oficialități în cazul unor incidente care au ca subiect românii din teritoriile aflate sub autoritate ungară.
Odată revenită de la Sibiu, delegația Comisariatului Guvernamental a trebuit să ia act de lipsa Comisarului General, iar linia telefonică directă a instituției cu Budapesta a fost întreruptă. Comisariatul Guvernamental a mai funcționat cu greutate timp de o săptămână de la arestarea lui Apáthy, cu activitatea urmărită îndeaproape de către organele militare. Ulterior, toată arhiva precum și birourile instituției au fost sechestrate de către armata română și o serie de personalități maghiare din Cluj au fost punse sub observație ori sub arest la domiciliu. Astfel, și-a încetat existența respectivul centru de autoritate a Ungariei, care ar fi trebuit să mențină ideea statalității ungare pînă la Conferința de Pace.

## Urmări
Evenimentele au determinat în rîndul populației maghiare din Cluj senzația de oprimare națională și au indus sentimente de nesupunere și rezistență în raport cu autoritățile militare românești. Cu prilejul venirii la Cluj a generalului francez Pathé, a avut astfel loc o demonstrație maghiară având ca scop eliberarea lui Apáthy, dar aceasta a fost dispersată de intervenția armatei prin folosirea cartușelor de manevră.
După depășirea momentelor critice de la sfîrșitul lui ianuarie 1919 și odată cu consolidarea autorității Consiliului Dirigent asupra Clujului, s-a trecut la etapa înlocuirii oficialităților maghiare comitatense și municipale, cu români devotați Consiliului. În fața nedumeririi funcționarilor maghiari care invocau prevederile Convenției militare de la Belgrad, Valentin Poruțiu a replicat în mod cinic:
„Convenția de armistițiu și-a pierdut valabilitatea pentru că a fost deja încălcată”—Valentin Poruțiu, prefect de Cluj
Transformarea în realitate a ceea ce reprezentanții românilor votaseră la Alba Iulia și-a avut astfel reversul în ceea ce a exprimat Ion Negoițescu:
„Mărturisesc că niciodată n-am uitat că fericirea națională românească a însemnat la acea epocă de tranziție, pentru concetățenii noștri maghiari, o tragedie națională. Istoria nu te întreabă, nici măcar nu-ți explică, ci te lasă doar să te obișnuiești ori să te împaci cu ea.”—Ion Negoițescu
Actual în clădirea unde a fost sediul fostului comisariat, funcționează Facultatea de Drept din Cluj. În 1999 istoricul Peter Weber a afirmat că, demersurile sale din acea vreme întreprinse în România și în Ungaria nu au dus la aflarea locului în care se afla arhiva Comisariatului Guvernamental.